# Dampiera stowardii
Dampiera stowardii är en tvåhjärtbladig växtart som beskrevs av Spencer Le Marchant Moore. Dampiera stowardii ingår i släktet Dampiera, och familjen Goodeniaceae. Inga underarter finns listade i Catalogue of Life.